# Bell Atlantic Tower
La Bell Atlantic Tower es un rascacielos de 53 plantas situado en Filadelfia, Pensilvania. Con una altura de 739 ft (225 m) a su cima estructural, el edificio comprende 1 300 000 pies cuadrados (120 000 m²) de espacio de oficinas. El edificio, diseñado por la firma arquitectónica de Filadelfia Kling Lindquist, fue completado en 1991.
Una ordenanza de la ciudad declaraba que ningún edificio a menos de 250 pies (76 m) del cercano Benjamin Franklin Parkway podría elevarse más de 250 pies (76 m). La Bell Atlantic Tower se sitúa en el borde sur de su parcela. Una plaza ajardinada, construida en el mismo granito rojo que el edificio, ocupa el resto del terreno, cumpliendo el requisito de la ciudad de que el 1% del presupuesto total para el nuevo edificio debía ir hacia un trabajo de arte público.
Un salón de banquetes, conocido como Top of the Tower, ocupa la última planta del edificio y está disponible para alquileres al público.
Aunque Bell Atlantic y GTE se fusionaron para convertirse en Verizon y por lo tanto el nombre "Bell Atlantic" no existe oficialmente, los administradores del edificio mantuvieron el nombre original (principalmente por las dificultades en conseguir que todas las partes necesarias estuvieran de acuerdo en cambiarlo). 
El edificio ha sido ofrecido a la venta en el pasado, sin embargo, el 5 de agosto de 2010, la Bell Atlantic Tower fue vendida a Brandywine Realty Trust. La compañía ha renombrado desde entonces la torre como Three Logan Square, para identificar major su localización cerca de otros dos edificios propiedad de Brandywine, One y Two Logan Square.